# Середній палець

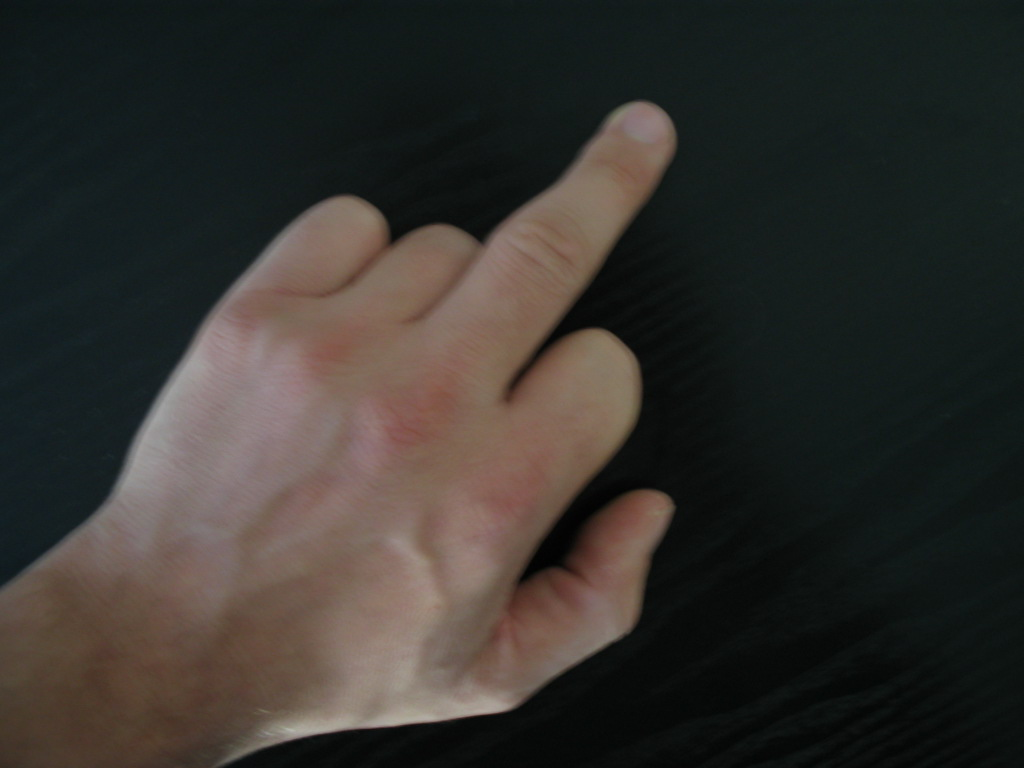
Витягнутий середній палець

Середній палець (лат. digitus medius) — третій, середній палець кисті людини або п'ятипалої лапи іншої тварини.
У людини середній палець руки — зазвичай найдовший з п'яти, його кінчик — це крайня точка витягнутої руки, тому середній палець враховується при визначенні деяких одиниць вимірювання, пов'язаних з анатомією[уточнити].
У багатьох культурах показ середнього пальця руки — непристойний жест, пов'язаний із імітацією рукою вигляду чоловічих статевих органів.